# Diana Ross Sings Songs from The Wiz
Diana Ross Sings Songs from The Wiz è il venticinquesimo album in studio della cantante statunitense Diana Ross, pubblicato nel 2015.

## Il disco
Il disco, registrato nel 1978, include le versioni di Diana Ross dei brani tratti dal film I'm Magic (The Wiz), uscito anch'esso nel 1978, basato dal musical The Wiz e interpretato dalla stessa artista insieme a Michael Jackson.

## Tracce
Tutte le tracce sono state scritte da Charlie Smalls, eccetto dove indicato.

1. The Feeling We Once Had
2. He's the Wizard
3. Soon as I Get Home
4. Trio Medley: You Can't Win / Slide Some Oil / (I'm A) Mean Ole Lion
5. Ease on Down the Road
6. Be a Lion
7. So You Wanted to Meet the Wizard
8. Is This What Feeling Gets? (Dorothy's Theme) (Quincy Jones, Nick Ashford, Valerie Simpson)
9. Don't Nobody Bring Me No Bad News
10. Wonder Wonder Why
11. A Brand New Day (Luther Vandross)
12. Believe in Yourself
13. Home